# Mesmont (Ardenas)
 Mesmont  es una población y comuna francesa, en la región de Champaña-Ardenas, departamento de Ardenas, en el distrito de Rethel y cantón de Novion-Porcien.

## Demografía
| 132 | 117 | 91 | 88 | 89 | 101 |
| Para los censos de 1962 a 1999 la población legal corresponde a la población sin duplicidades (Fuente: INSEE [Consultar]) |     |    |    |    |     |